# 東田辺コティ保育園
東田辺コティ保育園（ひがしたなべコティほいくえん）は、大阪府大阪市東住吉区東田辺に設置されている私立保育所。

## 概要
かつて大阪市立田辺東保育所であったが、民間委託を経て民営化され、現在に至る。運営法人は社会福祉法人敬福会。
名称に使用されている『コティ』という言葉はフィンランド語で家のことを表すものである。

## 沿革
（この節の出典）
- 1948年（昭和23年） - 大阪市立田辺東保育所開設
- 2020年（平成22年） - 社会福祉法人リーベリー福祉会による民営委託運営開始
- 2015年（平成27年） - 社会福祉法人敬福会よる民営委託運営開始
- 2016年（平成28年） - 民営化により東田辺コティ保育園として運営開始
- 2018年（平成30年） - 施設の増改築工事完了

## 保育内容
（この節の出典）
- 定員120名（０～５歳児）
- 体育指導員による週1日の体育あそび(3～5歳児対象)を実施。
- 専任講師による遊びを取り入れた英語指導(3～5歳児対象)を実施。
- 地域交流として、地域の子どもを招く、また逆に地域の施設を訪問している。
- 子育て支援として、保護者に対する相談に応じている。
- 障がい児保育実施。

## 交通アクセス
- OsakaMetro谷町線「駒川中野駅」から駒川商店街経由徒歩12分[3]
- 近鉄南大阪線「針中野駅」より徒歩7分[3]

## 周辺
- 東住吉南田辺五郵便局
- 東田辺中央公園